# ولتاژ بالا (فیلم ۱۹۹۷)
ولتاژ بالا (انگلیسی: High Voltage) یک فیلم ویدئویی آمریکایی اکشن به کارگردانی آیزاک فلورنتین که در سال ۱۹۹۷ منتشر شد.